# Stagioni dei Seattle Seahawks
Questa è la lista delle stagioni sportive dei Seattle Seahawks nella National Football League che documenta i risultati stagione per stagione dal 1976 ad oggi, compresi i risultati nei play-off.

## Risultati stagione per stagione
| Cronistoria dei Seattle Seahawks | Cronistoria dei Seattle Seahawks | Cronistoria dei Seattle Seahawks | Cronistoria dei Seattle Seahawks | Cronistoria dei Seattle Seahawks | Cronistoria dei Seattle Seahawks | Cronistoria dei Seattle Seahawks | Cronistoria dei Seattle Seahawks | Cronistoria dei Seattle Seahawks | Cronistoria dei Seattle Seahawks | Cronistoria dei Seattle Seahawks                                                                                         |                              |
| Stagione di lega                 | Stagione di squadra              | Lega                             | Conference                       | Division                         | Stagione regolare                | Stagione regolare                | Stagione regolare                | Stagione regolare                | Play-off | Premi individuali |                              |
| Stagione di lega                 | Stagione di squadra              | Lega                             | Conference                       | Division                         | Pos.                             | V                                | S                                | P                                | Play-off | Premi individuali |                              |
| -------------------------------- | -------------------------------- | -------------------------------- | -------------------------------- | -------------------------------- | -------------------------------- | -------------------------------- | -------------------------------- | -------------------------------- | --- | --- | ---------------------------- |
| 1976                             | 1976                             | NFL                              | NFC                              | West                             | 5                                | 2                                | 12                               | 0                                | non disputati | Inseriti nella NFC West.                                                                                                 |                              |
| 1977                             | 1977                             | NFL                              | AFC                              | West                             | 4                                | 5                                | 9                                | 0                                | non disputati | Spostati nella AFC West.                                                                                                 |                              |
| 1978                             | 1978                             | NFL                              | AFC                              | West                             | 2                                | 9                                | 7                                | 0                                | non disputati | Da questa stagione le partite della stagione regolare diventano 16. Jack Patera viene premiato come allenatore dell'anno |                              |
| 1979                             | 1979                             | NFL                              | AFC                              | West                             | 3                                | 9                                | 7                                | 0                                | non disputati | |                              |
| 1980                             | 1980                             | NFL                              | AFC                              | West                             | 5                                | 4                                | 12                               | 0                                | non disputati | |                              |
| 1981                             | 1981                             | NFL                              | AFC                              | West                             | 5                                | 6                                | 10                               | 0                                | non disputati | |                              |
| 1982                             | 1982                             | NFL                              | AFC                              |                                  | 8                                | 4                                | 5                                | 0                                | non disputati | A causa di uno sciopero nella stagione si disputarono solo 9 partite e non vi furono classifiche di Division.            |                              |
| 1983                             | 1983                             | NFL                              | AFC                              | West                             | 2                                | 9                                | 7                                | 0                                | V Wild Card Game contro i Denver Broncos (21-7) V Divisional playoff contro i Miami Dolphins (27-20) S Conference Championship contro i Oakland Raiders (30-14)                  | |                              |
| 1984                             | 1984                             | NFL                              | AFC                              | West                             | 2                                | 12                               | 4                                | 0                                | V Wild Card Game contro i Oakland Raiders (13-7) S Divisional playoff contro i Miami Dolphins (31-10)                                                                            | Chuck Knox premiato come allenatore dell'anno e Kenny Easley premiato come difensore dell'anno.                          |                              |
| 1985                             | 1985                             | NFL                              | AFC                              | West                             | 3                                | 8                                | 8                                | 0                                | non disputati | |                              |
| 1986                             | 1986                             | NFL                              | AFC                              | West                             | 2                                | 10                               | 6                                | 0                                | non disputati | |                              |
| 1987                             | 1987                             | NFL                              | AFC                              | West                             | 2                                | 9                                | 6                                | 0                                | S Wild Card Game contro i Houston Oilers (23-20 | In questa stagione a causa di uno sciopero hanno giocato una partita in meno.                                            |                              |
| 1988                             | 1988                             | NFL                              | AFC                              | West                             | 1                                | 9                                | 7                                | 0                                | S Divisional Playoff contro i Cincinnati Bengals (21-13) | Steve Largent premiato con il Walter Payton NFL Man of the Year Award.                                                   |                              |
| 1989                             | 1989                             | NFL                              | AFC                              | West                             | 4                                | 7                                | 9                                | 0                                | non disputati | |                              |
| 1990                             | 1990                             | NFL                              | AFC                              | West                             | 3                                | 9                                | 7                                | 0                                | non disputati | |                              |
| 1991                             | 1991                             | NFL                              | AFC                              | West                             | 4                                | 7                                | 9                                | 0                                | non disputati | |                              |
| 1992                             | 1992                             | NFL                              | AFC                              | West                             | 5                                | 2                                | 14                               | 0                                | non disputati | Cortez Kennedy premiato come difensore dell'anno.                                                                        |                              |
| 1993                             | 1993                             | NFL                              | AFC                              | West                             | 5                                | 6                                | 10                               | 0                                | non disputati | |                              |
| 1994                             | 1994                             | NFL                              | AFC                              | West                             | 5                                | 6                                | 10                               | 0                                | non disputati | |                              |
| 1995                             | 1995                             | NFL                              | AFC                              | West                             | 3                                | 8                                | 8                                | 0                                | non disputati | |                              |
| 1996                             | 1996                             | NFL                              | AFC                              | West                             | 4                                | 7                                | 9                                | 0                                | non disputati | |                              |
| 1997                             | 1997                             | NFL                              | AFC                              | West                             | 3                                | 8                                | 8                                | 0                                | non disputati | |                              |
| 1998                             | 1998                             | NFL                              | AFC                              | West                             | 2                                | 8                                | 8                                | 0                                | non disputati | Warren Moon premiato come MVP del Pro Bowl.                                                                              |                              |
| 1999                             | 1999                             | NFL                              | AFC                              | West                             | 1                                | 9                                | 7                                | 0                                | S Wild Card Game contro i Miami Dolphins (20-17) | |                              |
| 2000                             | 2000                             | NFL                              | AFC                              | West                             | 4                                | 6                                | 10                               | 0                                | non disputati | |                              |
| 2001                             | 2001                             | NFL                              | AFC                              | West                             | 2                                | 9                                | 7                                | 0                                | non disputati | |                              |
| 2002                             | 2002                             | NFL                              | NFC                              | West                             | 2                                | 7                                | 9                                | 0                                | non disputati | Reinseriti nella NFC West.                                                                                               |                              |
| 2003                             | 2003                             | NFL                              | NFC                              | West                             | 2                                | 10                               | 6                                | 0                                | S Wild Card Game contro i Green Bay Packers (33-27) | |                              |
| 2004                             | 2004                             | NFL                              | NFC                              | West                             | 1                                | 9                                | 7                                | 0                                | S Wild Card Game contro i Saint Louis Rams (27-20) | |                              |
| 2005                             | 2005                             | NFL                              | NFC                              | West                             | 1                                | 13                               | 3                                | 0                                | V Divisional Playoff contro i Washington Redskins (20-10) V Conference Championship contro i Carolina Panthers (34-14) S Super Bowl XL contro i Pittsburgh Steelers (21-10)      | Shaun Alexander premiato come MVP della NFL e come giocatore offensivo dell'anno.                                        |                              |
| 2006                             | 2006                             | NFL                              | NFC                              | West                             | 1                                | 9                                | 7                                | 0                                | V Wild Card Game contro i Dallas Cowboys (21-20) S Divisional Playoff contro i Chicago Bears (27-24)                                                                             | |                              |
| 2007                             | 2007                             | NFL                              | NFC                              | West                             | 1                                | 10                               | 6                                | 0                                | V Wild Card Game contro i Washington Redskins (35-14) S Divisional Playoff contro i Green Bay Packers (42-20)                                                                    | |                              |
| 2008                             | 2008                             | NFL                              | NFC                              | West                             | 3                                | 4                                | 12                               | 0                                | non disputati | |                              |
| 2009                             | 2009                             | NFL                              | NFC                              | West                             | 3                                | 5                                | 11                               | 0                                | non disputati | |                              |
| 2010                             | 2010                             | NFL                              | NFC                              | West                             | 1                                | 7                                | 9                                | 0                                | V Wild Card Game contro i New Orleans Saints (41-36) S Divisional Playoff contro i Chicago Bears (35-24)                                                                         | |                              |
| 2011                             | 2011                             | NFL                              | NFC                              | West                             | 3                                | 7                                | 9                                | 0                                | non disputati | |                              |
| 2012                             | 2012                             | NFL                              | NFC                              | West                             | 2                                | 11                               | 5                                | 0                                | V Wild Card Game contro i Washington Redskins (24-14) S Divisional play-off contro gli Atlanta Falcons (28-30)                                                                   | |                              |
| 2013                             | 2013                             | NFL                              | NFC                              | West                             | 1                                | 13                               | 3                                | 0                                | V Divisional Playoff contro i New Orleans Saints (15-23) V Conference Championship contro i San Francisco 49ers (17-23) V Super Bowl XLVIII contro i Denver Broncos (43-8)       | Malcolm Smith premiato come MVP del Super Bowl.                                                                          |                              |
| 2014                             | 2014                             | NFL                              | NFC                              | West                             | 1                                | 12                               | 4                                | 0                                | V Divisional Playoff contro i Carolina Panthers (31-17) V Conference Championship contro i Green Bay Packers (28-22 dts) S Super Bowl XLIX contro i New England Patriots (28-24) | |                              |
| 2015                             | 2015                             | NFL                              | NFC                              | West                             | 2                                | 10                               | 6                                | 0                                | V Wild Card Game contro i Minnesota Vikings (10-9) S Divisional play-off contro gli Carolina Panthers (24-31)                                                                    | Russell Wilson e Michael Bennett premiati come MVP del Pro Bowl.                                                         |                              |
| 2016                             | 2016                             | NFL                              | NFC                              | West                             | 1                                | 10                               | 5                                | 1                                | V Wild Card Game contro i Detroit Lions (26-6) S Divisional play-off contro gli Atlanta Falcons (20-36)                                                                          | |                              |
| 2017                             | 2017                             | NFL                              | NFC                              | West                             | 2                                | 9                                | 7                                | 0                                | non disputati | |                              |
| 2018                             | 2018                             | NFL                              | NFC                              | West                             | 2                                | 10                               | 6                                | 0                                | S Wild Card Game contro i Dallas Cowboys (22-24) | |                              |
| 2019                             | 2019                             | NFL                              | NFC                              | West                             | 2                                | 11                               | 5                                | 0                                | V Wild Card Game contro i Philadelphia Eagles (17-9) S Divisional play-off contro i Green Bay Packers (28-23)                                                                    | |                              |
| 2020                             | 2020                             | NFL                              | NFC                              | West                             | 1                                | 12                               | 4                                | 1                                | S Wild Card Game contro i Los Angeles Rams (30-20) | Russell Wilson premiato con il Walter Payton NFL Man of the Year Award.                                                  |                              |
| 2021                             | 2021                             | NFL                              | NFC                              | West                             | 2                                | 7                                | 10                               | 0                                | non disputati | Da questa stagione le partite della stagione regolare diventano 17.                                                      |                              |
| 2022                             | 2022                             | NFL                              | NFC                              | West                             | 2                                | 9                                | 8                                | 0                                | S Wild Card Game contro i San Francisco 49ers (30-20) | Geno Smith premiato come Comeback Player of the Year.                                                                    |                              |
| 2023                             | 2023                             | NFL                              | NFC                              | West                             | 3                                | 9                                | 8                                | 0                                | non disputati | |                              |
| 2024                             | 2024                             | NFL                              | NFC                              | West                             | 2                                | 10                               | 7                                | 0                                | non disputati | |                              |
| Totale                           | Totale                           | Totale                           | Totale                           | Totale                           | Totale                           | 402                              | 373                              | 1                                | Record di stagione regolare | Record di stagione regolare                                                                                              | Record di stagione regolare  |
| Totale                           | Totale                           | Totale                           | Totale                           | Totale                           | Totale                           | 17                               | 19                               |                                  | Record dei play-off | Record dei play-off | Record dei play-off          |
| Totale                           | Totale                           | Totale                           | Totale                           | Totale                           | Totale                           | 419                              | 392                              | 1                                | Stagione regolare e play-off | Stagione regolare e play-off                                                                                             | Stagione regolare e play-off |

Legenda
- Vittoria nel Super Bowl (dal 1966)
- Vittoria nella lega (1920-1969)
- Vittoria nella Conference

- Vittoria nella Division
- Qualificazione al Wild Card Game (dal 1978)
- V = Vittorie

- S = Sconfitte
- P = Pareggi
- T = Posizione a pari merito

## Palmarès
|                   | Titoli | Anni                                                       |
| ----------------- | ------ | ---------------------------------------------------------- |
| Super Bowl        | 1      | XLVIII                                                     |
| NFC Championship  | 3      | 2005, 2013, 2014                                           |
| AFC West/NFC West | 10     | 1988, 1999, 2004, 2005, 2006, 2007, 2010, 2013, 2014, 2016 |